# Karang Gading (Secanggang)
Karang Gading is een bestuurslaag in het regentschap Langkat van de provincie Noord-Sumatra, Indonesië. Karang Gading telt 6174 inwoners (volkstelling 2010).